# العلاقات الأذربيجانية الليختنشتانية
العلاقات الأذربيجانية الليختنشتانية هي العلاقات الثنائية التي تجمع بين أذربيجان وليختنشتاين.

## مقارنة بين البلدين
هذه مقارنة عامة ومرجعية للدولتين:
| وجه المقارنة                                              | أذربيجان        | ليختنشتاين                                 |
| --------------------------------------------------------- | --------------- | ------------------------------------------ |
| المساحة (كم2)                                             | 86.60 ألف       | 16                                         |
| عدد السكان (نسمة)                                         | 10.00 مليون     | 37.47 ألف                                  |
| الكثافة السكانية (ن./كم²)                                 | 115.47          | 234.19 ألف                                 |
| العاصمة                                                   | باكو            | فادوتس                                     |
| اللغة الرسمية                                             | اللغة الأذرية   | اللغة الألمانية                            |
| العملة                                                    | مانات أذربيجاني | فرنك سويسري                                |
| الناتج المحلي الإجمالي (بليون دولار)                      | 40.75 مليار     | 6.29 مليار                                 |
| الناتج المحلي الإجمالي (تعادل القوة الشرائية) بليون دولار | 171.56 مليار    |                                            |
| الناتج المحلي الإجمالي الاسمي للفرد دولار أمريكي          | 5.50 ألف        |                                            |
| الناتج المحلي الإجمالي للفرد دولار أمريكي                 | 17.52 ألف       |                                            |
| مؤشر التنمية البشرية                                      | 0.751           | 0.908                                      |
| رمز المكالمات الدولي                                      | +994            | +423                                       |
| رمز الإنترنت                                              | .az             | .li                                        |
| المنطقة الزمنية                                           | ت ع م+04:00     | توقيت وسط أوروبا، ت ع م+01:00، ت ع م+02:00 |

## منظمات دولية مشتركة
يشترك البلدان في عضوية مجموعة من المنظمات الدولية، منها:
| علم المنظمة | اسم المنظمة                    | تاريخ انضمام أذربيجان | تاريخ انضمام ليختنشتاين |
| ----------- | ------------------------------ | --------------------- | ----------------------- |
|             | الاتحاد البريدي العالمي        | ?                     | ?                       |
|             | الاتحاد الدولي للاتصالات       | 10 أبريل 1992         | 25 يوليو 1963           |
|             | مجلس أوروبا                    | 25 فبراير 2001        | ?                       |
|             | منظمة حظر الأسلحة الكيميائية   | ?                     | ?                       |
|             | الأمم المتحدة                  | 2 مارس 1992           | 18 سبتمبر 1990          |
|             | منظمة الأمن والتعاون في أوروبا | 30 يناير 1992         | 25 يونيو 1973           |
|             | منظمة الشرطة الجنائية الدولية  | ?                     | ?                       |

## وصلات خارجية
- موقع وزارة الخارجية الأذربيجانية